# Tim Dorsey (Schauspieler)
Tim Dorsey ist ein US-amerikanischer Schauspieler.

## Leben
Dorsey wurde in den frühen 1980er Jahren geboren. Anfang 2010 finanzierte er sich sein Leben über Gelegenheitsarbeiten. Nach einem Arbeitsunfall auf einer Baustelle entschied er, Fitnesstrainer werden zu wollen. Mitte der 2010er Jahre eröffnete er sein erstes Fitnessstudio in einem Hotel. Drei Jahre später zog er mit seinem Fitnessstudio nach Sandusky im US-Bundesstaat Ohio. 2014 wurde bei ihm mit Anfang 30 ein Nasopharynxkarzinom diagnostiziert, der erfolgreich dank einer Chemotherapie behandelt werden konnte. Dorsey ist seit 2014 verheiratet und Vater von fünf gemeinsamen Kindern. Die Familie lebt im Perkins Township.
Um seinen Horizont zu erweitern, versuchte er über Agenten in Columbus und New York City Rollen als Schauspieler zu erhalten. Ein Casting für eine Episodenrolle in der Fernsehserie Chicago Fire scheiterte, allerdings erhielt er dafür eine Rolle in einer Episode der Fernsehserie Chicago P.D. Zuvor war er ab 2021 in den drei Horrorfilmen Baby Oopsie, Baby Oopsie: Murder Dolls und Baby Oopsie 3: Burn Baby Burn jeweils in der Rolle des Teddy zu sehen. 2022 spielte er außerdem in der Kurzfilmproduktion Dont Get Caught mit. 2024 wirkte er in einer größeren Rolle im Kurzfilm Loose Change mit, der am 9. April 2024 auf dem Cleveland International Film Festival gezeigt wurde. Im selben Jahr stellte er die Rolle des Michael im Katastrophenfilm Earthquake Underground dar, der im Laufe der Handlung ums Leben kommt.

## Filmografie (Auswahl)
- 2021: Baby Oopsie
- 2022: Dont Get Caught (Kurzfilm)
- 2022: Baby Oopsie: Murder Dolls
- 2022: Baby Oopsie 3: Burn Baby Burn
- 2023: Chicago P.D. (Fernsehserie, Episode 10x15)
- 2024: Loose Change (Kurzfilm)
- 2024: Earthquake Underground